# Hàm Trí
Hàm Trí là một xã thuộc huyện Hàm Thuận Bắc, tỉnh Bình Thuận, Việt Nam.
Xã Hàm Trí có diện tích 70,48 km², dân số năm 1999 là 7701 người, mật độ dân số đạt 109 người/km².